# Тени исчезают в полдень
«Те́ни исчеза́ют в по́лдень» — советский телесериал-сага по одноимённому роману Анатолия Иванова, снятый киностудией «Мосфильм» в 1970—1971 годах режиссёрами Валерием Усковым и Владимиром Краснопольским. Премьера фильма состоялась 14 февраля 1972 года, а через 2 года многосерийный фильм был показан в кинотеатрах.

## Сюжет
История небольшой сибирской деревни Зелёный Дол стала отражением судьбы всей России и Советского Союза за первые 70 лет XX века: последние годы правления Российской империи, гражданская война, коллективизация, Великая Отечественная война, послевоенное восстановление народного хозяйства.
Наследники богатых сибирских семей Константин Жуков и Серафима Клычкова, а также их друг Тарас «Купи-продай» после поражения в гражданской войне белых армий оседают с чужими паспортами в таёжной деревне. Они хотят переждать трудные времена, дождаться падения Советской власти и бороться с ней изнутри. Однако, десятилетие за десятилетием новая власть становится только крепче, а новые поколения рождаются и строят свою жизнь. Даже их собственные дети: Фёдор и Варя, — для которых они крестьяне Устин и Пистимея Морозовы, вырастают чужими их образу жизни и ценностям.

## Прототипы персонажей
Возможными прототипами четы Клычковых-Морозовых были Андриан и Анна Черепановы. Бывший верхоленский купец Черепанов во время Гражданской войны создал белый партизанский отряд, действовавший вплоть до 1922 года. В частности, именно этот отряд сверг Верхоленский совдеп, уничтожив местных активистов-коммунистов, а на Качугском тракте захватил в плен целый отряд Красной гвардии, среди которых оказался председатель Сибирской ЧК Иван Постоловский. Ночью 7 ноября 1921 года Анна Черепанова в селе Заплескино лично зарубила шашкой трёх коммунистов. В 1922 году, после окончания Гражданской войны, Андриан и Анна Черепановы распустили свой отряд и поселились в селе Манзурка под другой фамилией.
В конце 1920-х годов, опасаясь опознания, они уехали на север и поселились в отдалённой фактории эвенкийского кооператива Нюкша. Черепанов вскоре стал заведующим этой факторией, а Анна — снабженцем. В 1936 году Андриан умер в Чите в возрасте 70 лет. Анна работала счетоводом на курорте Дарасун, потом — заведующей столовой, в 1941 году переехала в Красноярск, где дослужилась до директора магазина и заведующей торгом. Была казначеем кассы взаимопомощи Кировского райсобеса города Красноярска.
В начале 1970-х годов Анну Черепанову случайно опознал житель Приленья, приехавший в Красноярск навестить сына. По его словам, он вспомнил, как Анна Черепанова на его глазах зарубила его родителей. Следствие подтвердило, что пенсионерка Анна Корепанова и атаманша Черепанова — одно и то же лицо. По фотографии её опознали другие старожилы. Тем не менее, её не смогли осудить из-за истечения срока давности событий.

## Содержание серий
1. «Красная Марья». Первая серия начинается с картины повседневной жизни начала XX века в России. Богатые, зажиточные люди сидят дома у Меньшиковых: едят, выпивают, разговаривают о том, кто из них лучше, кого уважают, и о том, какие нынче крестьяне. Среди них присутствует и Анисим, который любит Марью. Он спорит на то, что если она убьёт медведя и принесёт его шкуру, то Анисим женится на ней и отдаст мельницу. Даёт срок ей управиться в 3 дня. Марья возвращается с добычей, цела и невредима, но уходит от Анисима, уплывая на лодке со своей дочкой. Чувства его живы, но он не может её уговорить остаться. Далее показывают гулянья в доме Клычкова. Хозяин при всех завещает своей дочери Серафиме все золотодобывающие рудники и приказывает всем целовать её сапог. Константин Жуков отказывается это делать. Серафима это запоминает. В стране тем временем начинается революция, гражданская война доходит и до Сибирской деревни. Марья становится руководителем партизанского отряда. В её отряде неравнодушный к ней Фрол. По прошествии времени он возвращается к белым. Константин Жуков скрывается в лесах и находит убежище в старом монастыре-ските, где также скрывается Серафима Клычкова. Константин силой берёт Серафиму; она, хотевшая сначала застрелить его, покоряется ради общего дела — сопротивления красным. Для всех они решают стать мужем и женой. Филипп Меньшиков попадает к красным и его начинают допрашивать. Он думает тем временем как избавиться от Марьи и подстрекает на это Фрола, который в итоге соглашается пойти к ней домой, чтобы та впустила их.
2. «Пришлые люди». Фрол вместе с Филиппом и Демидом Меньшиковыми приходит к дому Марьи и прикидывается, что его зарезал Анисим. Марья открывает дверь и в дом врываются Меньшиковы. Они забирают Марью и её дочь. Фрол остаётся лежать на земле, но потом, придя в себя, идёт вслед за ними. На горе у пропасти Филипп поднимает камень, но не может бросить в Марью, глядя в глаза. Марья ему говорит: «Ну что ж ты дрожишь-то, а? Ну бей! Что у тебя руки-то дрожат! Ну? Я тебе и мёртвая поперёк дороги стану!» На это он отвечает: «Отвороти глаза-то, отвороти», и просит Демида закрыть ей лицо. Фрол, переплывая через реку, кричит, но его не слушают. Филипп убивает Марью, и Фрол, переплыв реку, это видит, но сделать уже ничего не может. После этого Филипп с Демидом решают, что Демид уедет из здешних мест навсегда, а Филипп останется. Во время их разговора в лодке Филипп предупреждает: «И, гляди, Фролка. По одной плашке теперь ходим. Переломится — вместе загремим. Ясно?». Анисим находит в расщелине дочь Марьи и берёт её на воспитание. Некоторое время спустя Анисим, уверенный в том, кто были убийцы Марьи, подводит Филиппа к той же самой горе, где с ней расправились, и бросает Филиппу в лицо: «Ну! Узнаёшь место, гад? Твори молитву, твори молитву!» Анисим мстит за Марью и убивает Филиппа, столкнув того с обрыва. По прошествии времени, Демид приходит к председателю колхоза Захару Большакову и начинает его пытать, чтобы тот рассказал, где его брат. Привязывает Захара к лошади и возит по снегу, но вмешивается Фрол и помогает тому выпутаться. После того как Захара выписали из санчасти, Анисим ему рассказал, что это он убил Филиппа и что его, а не Захара должны были привязать к лошадям. Демид же нашёл Клычкову, Жукова и Тараса. Вместе они решают: как быть дальше, куда идти, где обосноваться и как найти подход к председателю колхоза. В пути среди других переселенцев находят людей с документами, убивают их и живут под чужими именами. Константин Жуков и Серафима Клычкова теперь Морозовы (он — Устин Акимыч, она — Пистимея Макаровна), а Звягин Тарас уже Юргин Илья. Прибывают в деревню, и в колхоз их принимает Захар Захарович Большаков. Устин становится героем, сумев спасти муку на растаявшем льду и тем самым снискав уважение Захара и остальных мужиков. Потом Устин находит Фрола и припоминает ему всё. Фролу опять приходится быть под неволей и слушаться.
3. «Горькое счастье». Захар во время страды подходит к Стеше и говорит, что заедет за ней, та соглашается, но как только Захар уезжает, Фрол подходит к ней и предлагает встретиться. Она после некоторых раздумий идёт к Фролу на сеновал и признаётся, что любит именно его, а Захар «как телёнок». Захар женится на Стеше, но свадьба неожиданно срывается, когда Стеша убегает к Фролу. Теперь Фрол и Стеша вместе. Подрастает сын Морозовых Фёдор, который мечтает стать лётчиком. В деревне приземляется самолёт, и Фёдору удалется полетать на нём, за что отец запирает его в погреб на три дня. Цивилизация доходит до сибирской деревни — проводят радио. Проходят выборы Верховного совета СССР.
4. «Марьин утёс». Устин наведывается в гости к Наталье Филипповне Меньшиковой. Во время разговора с ней он напоминал ей, что она — кулацкая дочь, и пугает тем, что с ней могут сделать. Также, узнав о том, что к Наталье захаживает Егор, Устин напоминает ему про случай с мукой, про кулацкую дочь. Егор отказывается от Натальи. Электромонтёру Андрею, проводившему в деревню радио, приглянулась Наталья, и он ездит к ней в гости. Во время одной из таких поездок он дарит ей платок. Наталья рада, её глаза сверкают счастьем. Тут, приходит новость о том, что началась Великая Отечественная война. Фёдор и Клаша играют свадьбу, и именно в этот день Фёдору получает повестку из военкомата. На войне он попадает в немецкий плен и встречается там со своим отцом, который работает старостой у немцев, и уже вновь с новым именем. Отныне он — Фомичёв Сидор. Рьяно он пытается доказать правоту своих действий и поступков, и говорит сыну всю правду о себе, своём прошлом, и настоящем своём имени. Фёдор ему с презрением говорит: «Гнида ты, гнида. Живым оставишь — я тебя первым… Я тебя, гада, из-под земли достану. Не уползёшь…» Тот, не выдержав, несколько раз бьёт своего сына головой о стену, после чего убивает его из пистолета. На следующий день в ходе завязавшейся перепалки с Демидом Меньшиковым, который также работает на немцев, убивает из пистолета и его.
5. «Речные звёзды». Клавдии приходит похоронка на Фёдора. Но она не желает верить в его смерть и ждёт его. Пользуясь случаем, Пистимея уговаривает её прийти в молельный дом. После окончания войны возвращаются с фронта сельчане Зелёного дола — Фрол Курганов, Андрей Лукин, Филимон Колесников и другие. В колхозе праздник. Во время уборки сена Илья Юргин пытается настроить колхозников против председателя, но это ему не удаётся. За это Митя Курганов жестоко подшутил над ним. В это время в колхозе вспыхивают чувства у Иришки Вороновой и Митьки Курганова, у Вари Морозовой и Егора Кузьмина. Варя всячески пытается отказаться от чувств Егора, но не может. Во время праздника 30-й годовщины Октября приезжает редактор газеты, Смирнов Пётр Иванович, и говорит, что хочет написать книгу о зеленодольцах. Также говорит Захару Большакову, что Фёдора Морозова убил некий Сидор Фомичёв. Варя тем временем читает со сцены стихотворение «Жди меня…» Клавдия разговаривает на речке с Фролом. Между ними вспыхивает симпатия. Промучившись несколько дней, Фрол приходит к Клавдии и намекает на свою любовь. В это время входит Стеша. Мальчик Миша изъявляет желание остаться в Зелёном Доле с Захаром Захаровичем Большаковым.
6. «Трудная зима». Пётр Иванович продолжает своё расследование. Он уже догадался, кто такой Сидор Фомичёв, но не говорит никому. Придя в гости к Анисиму, выспрашивает про Устина. Юргин на собрании выдвигает на пост председателя Устина Морозова, но тот отказывается. А в колхозе тем временем из-за голода начинает умирать скот. Захар, проходя мимо дома Фрола, видит, как тот грузит своё сено на сани, и думает, что тот повёз его продавать. Но это не так, Фрол безвозмездно привозит его в колхоз. Его примеру последовали другие жители. Устин же ещё летом прячет у опушки леса три стога сена, но Егор находит их и привозит. За это Устина снимают с бригадирства. Фрол, не в силах бороться со своими чувствами, приходит к Клавдии. Та принимает его, и они начинают жить вместе. Стеша просит помощи у Захара, чтобы он поговорил с мужем, но понимает, что сама виновата. Варя встречается с Егором, но Устин заставляет флиртовать с Митей Кургановым, чтобы досадить Ирине. Варя пытается, но не может, и в конечном итоге уходит жить к Егору. Пётр Иванович собирается уезжать. Устин вызывается его отвезти. В дороге Смирнову становится плохо и он просит остановить лошадь — отдышаться. Но Морозов ещё сильнее разгоняет и говорит, чтоб тот прекращал своё расследование. Тем временем Фрол понимает, что Устин задумал неладное, и вместе с Захаром они едут следом. По пути в снегу находят Петра Ивановича, который просит остановить и задержать Устина. А Морозов, придя домой, говорит Пистимее: «Всё, Серафимушка! Сорвался я. Это конец!»
7. «Захар Большаков». Пистимея говорит, что нужно бежать. Но Устин сходит с ума. Ему мерещится Фёдор, который смотрит ему прямо в глаза. «Федька! Отвороти глаза-то, отвороти глаза-то!» Потом идёт в погреб и стреляется. После этого Илья и Пистимея поджигают дом и убегают. Весной в дом Захара приезжает настоящая мама Миши Татьяна Васильевна и хочет забрать его в Москву, но мальчик убегает с вокзала обратно домой. Тогда ей приходится остаться в деревне, чтоб мальчик к ней привык. Но он категорически отказывается носить свою настоящую фамилию — Павлов. Умирает Анисим Шатров. Перед смертью он просит похоронить его рядом с Марьей Вороновой, потому что всю жизнь любил только её. Митя Курганов никак не хочет принять решение отца уйти из семьи и всячески «цепляет» Клавдию и Фрола. В конечном итоге он уезжает в город и устраивается на хорошую работу. У Вари и Егора рождается сын Фёдор. Захар добивается строительства моста через Светлиху. В городе Большаков встречает Митю, и у них происходит серьёзный разговор, после чего Митя возвращается в колхоз. После окончания строительства моста — у людей праздник. Захар поздравляет всех и вспоминает Марью. «Не знаю как вы, а я сегодня нашу Марью вспомнил! Как бы она радовалась!» Потом корреспондент просит сделать фото передовиков. Но в колхозе нет отличившихся. Все передовики. Когда все готовятся фотографироваться, зовут в свои ряды и Татьяну Васильевну и ставят её рядом с Захаром и Мишей. Захар и Татьяна переглядываются и улыбаются друг другу. Отсюда становится ясно, что они симпатизируют друг другу.

В 1970-х — начале 1980-х годов фильм демонстрировался по телевидению и в сокращённом варианте, в четырёх частях (именно таким был его показ «с субтитрами»).
В 1998 году канал «ОРТ» выпустил новую версию фильма — в 10 сериях, меньшей продолжительностью каждая. Качество изображения для данной версии было улучшено. Дополнительные серии также имели названия.

## В ролях
- Пётр Вельяминов — Захар Захарович Большаков
- Нина Русланова — Марья Воронова
- Сергей Яковлев — Константин Андреевич Жуков, он же Устин Акимович Морозов, он же староста Сидор Фомичёв (в годы Великой Отечественной войны)
- Александра Завьялова — Серафима Аркадьевна Клычкова, она же Пистимея Макаровна Морозова
- Борис Новиков — Тарас «Купи-продай» Звягин, он же Илья Юргин
- Валерий Гатаев — Фрол Петрович Курганов
- Элеонора Шашкова — Степанида Михеевна Курганова, жена Фрола
- Лев Поляков — Анисим Семёнович Шатров
- Галина Польских — Клавдия Антиповна Никулина-Морозова
- Геннадий Корольков — Фёдор Устинович Морозов (Фёдор Константинович Жуков)
- Ольга Науменко — Варвара Устиновна Морозова-Кузьмина (Варвара Константиновна Жукова-Кузьмина)
- Анатолий Шаляпин — Дмитрий Фролович Курганов
- Евгений Шутов — Антип Никулин
- Иван Рыжов — Андрон Макарович Овчинников
- Валентина Владимирова — Марфа
- Анатолий Соловьёв — Филимон Колесников
- Людмила Давыдова — Наталья Филипповна Меньшикова-Лукина
- Юрий Орлов — Андрей Лукин
- Валерий Малышев — Егор Кузьмин
- Роман Филиппов — Демид Авдеевич Меньшиков
- Сергей Полежаев — Филипп Авдеевич Меньшиков
- Галина Логинова — Ольга Анисимовна Воронова-Шатрова, дочь Анисима и Марьи
- Ирина Борисова — Ирина, внучка Анисима
- Владимир Самойлов — Аркадий Арсентьевич Клычков, отец Серафимы
- Пётр Должанов — Андрей Васильевич Жуков, отец Константина
- Борис Чинкин — Пётр Иванович Смирнов
- Александра Данилова — Даниловна
- Валентина Ананьина — Мироновна
- Клавдия Козленкова — Авдотья
- Лариса Воронова — Клавдия Антиповна Никулина-Морозова (в детстве)
- Василий Свистунов — Фёдор Устинович Морозов (в детстве)
- Юлия Полякова — Варвара Устиновна Морозова-Кузьмина (Варвара Константиновна Жукова-Кузьмина) (в детстве)
- Николай Лиров — Михаил Павлов
- Клавдия Хабарова — Мария Дмитриевна
- Тамара Логинова — Татьяна Васильевна Павлова, мама Миши
- Татьяна Чукина — Наталья Филипповна Меньшикова-Лукина (в детстве)
- Алевтина Румянцева — Матрёна Меньшикова, жена Филиппа
- Виктор Шульгин — Виктор Андреевич
- Константин Бердиков — чекист, командир отряда продразвёрстки
- Игорь Суровцев — Матвей Парфёнович Сажин, приказчик
- Николай Горлов — Кирпичников
- Юлия Полякова — Варвара Устиновна Морозова-Кузьмина (Варвара Устиновна Жукова-Кузьмина) (в детстве)

## Музыка
«Гляжу в озёра синие» — песня звучит в начале 5-й серии «Речные звёзды»; исполняет Екатерина Шаврина. С этой же песней Ольга Воронец выступала на телевизионном фестивале «Песня-73».

## Съёмки
Съёмки фильма проходили в окрестностях посёлков Сарана, Саргая (Свердловская область). И на территории Никольской сельской участковой больницы близ посёлка Старый Городок Одинцовского района Московской области.

## Награды
Фильм был удостоен большой премии на ВТФ в Ташкенте.